# Листолаз двоколірний
Листолаз двоколірний (Phyllobates bicolor) — вид отруйних жаб родини дереволазів (Dendrobatidae). Отруйна амфібія.

## Поширення
Цей вид зустрічається на західних схилах хребта Західні Кордильєри в Колумбії. Відомий у департаментах Рисаральда, Чоко та Каука.

## Опис
Самці досягають 45-50 мм в довжину, самки — 50-55 мм. Це один з найбільших представників родини. Забарвлення варіює від оранжевого до жовтого, часто з синім або чорним відтінком на ногах.

## Спосіб життя
На відміну від більшості інших жаб, у яких самці набагато дрібніше самок, ці листолазів приблизно однакового розміру. Це можна пояснити територіальністю древолазов: самці змушені захищати свою територію від посягань суперників і перевага залишається за найбільшим з них.

## Розмноження
Ікру вони відкладають у вологих місцях прямо на землю або лист рослини і піклуються про неї до вилуплення пуголовків. Ікринок, як правило, трохи — 15-30 штук. Один з батьків (зазвичай — самець) постійно знаходиться близько кладки, періодично змочуючи її водою і перемішуючи задніми лапами. Потім жаба- «нянька» носить пуголовків на спині, поки не знайде відповідної водойми для їхнього розвитку. Розвиток триває 14-18 днів, після чого молоді жабенята переходять до наземного способу життя. Спочатку вони блідо-жовті з чорними боками і смугою на спині. Згодом чорний колір пропадає, і після досягнення розміру 2,5 смжабенята набувають блискучого жовто-оранжевого забарвлення. 